# Rhodochlora unicolor
Rhodochlora unicolor är en fjärilsart som beskrevs av W. Warren 1907. Rhodochlora unicolor ingår i släktet Rhodochlora och familjen mätare. Inga underarter finns listade.